# Carl Riedel
Carl Riedel (Cronenberg, 6 ottobre 1827 – Lipsia, 3 giugno 1888) è stato un direttore d'orchestra e compositore tedesco.

## Biografia
Nacque a Cronenberg, Wuppertal, inizialmente lavorò come tintore di seta prima che il direttore Karl Wilhelm scoprì il suo talento musicale e lo incoraggiasse a perseguire una carriera musicale. Studiò presso il Conservatorio di Lipsia e dopo la laurea si iscrisse nella facoltà del conservatorio come professore di musica teorica.
Era in particolare uno degli insegnanti di Julius Reubke, che gli dedicò anche la Sonata sul Salmo 94. Fu direttore corale nel suo paese natale ed è stato uno dei fondatori del Allgemeiner Deutscher Musikverein. Morì a Lipsia nel 1888 all'età di 60 anni.